# Handwerkskammer
Eine Handwerkskammer ist eine in der Rechtsform einer Körperschaft des öffentlichen Rechts organisierte Selbstverwaltungseinrichtung des gesamten Handwerks in einem Kammerbezirk. Aufgabe der Handwerkskammern ist es, die Interessen des Gesamthandwerks zu vertreten und die Belange des Handwerks im Zuge der Selbstverwaltung selbst zu regeln. Die Handwerkskammer übt die Rechtsaufsicht über die Innungen und die Kreishandwerkerschaften im Kammerbezirk aus.
Zur Handwerkskammer gehören die Inhaber eines Handwerksbetriebes (unterschieden in: zulassungspflichtige Handwerke und zulassungsfreie Handwerke) und des handwerksähnlichen Gewerbes (zu dem ca. 60 verschiedene Berufe gehören) sowie die Gesellen, Arbeitnehmer mit abgeschlossener Berufsausbildung und die Lehrlinge.
In Abgrenzung zu der Industrie- und Handelskammer (IHK) vertritt die Handwerkskammer die Interessen des Handwerks. Wie bei allen Berufskammern handelt es sich um eine Pflichtmitgliedschaft mit Pflichtbeiträgen.

## Geschichte

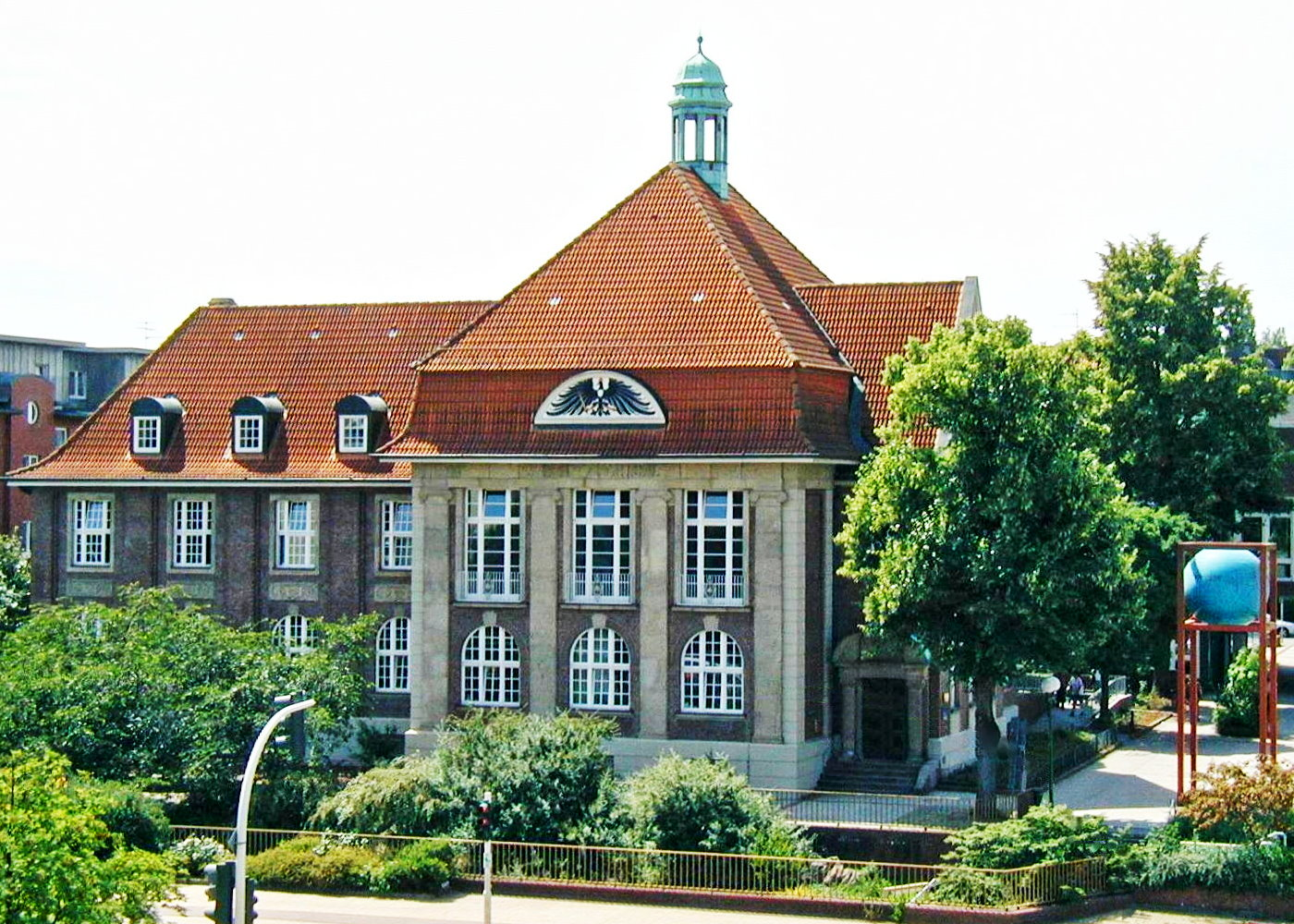
Gebäude der ehemaligen Handwerkskammer Harburg (Elbe)

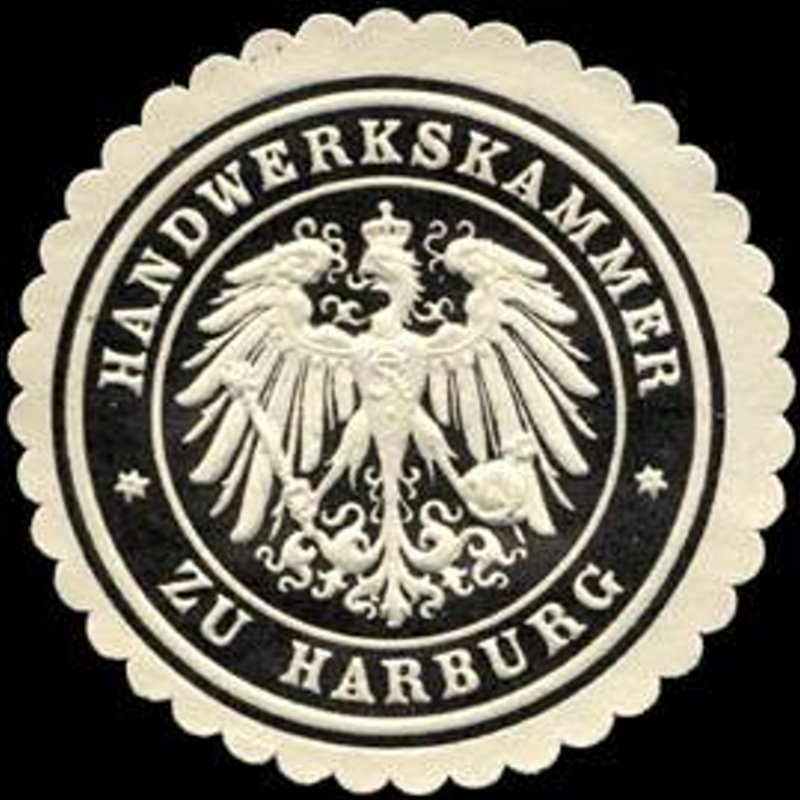
Siegelmarke Handwerkskammer Harburg

Die Gründung der Handwerkskammern in Deutschland geht auf das Handwerkergesetz von 1897 zurück. Das Reichsgesetz schuf die Voraussetzung für die Bildung der Kammern. Im gesamten Deutschen Reich wurden von April 1900 an insgesamt 71 Handwerkskammern gegründet.
Die Vorgeschichte zur Gründung der Handwerkskammern geht mindestens in das 19. Jahrhundert zurück. Viele meinen, die Kammern des Handwerks seien die abgeschwächte Variante des mittelalterlichen Zunftwesens. Zünfte bestimmten das Leben ihrer Mitglieder von der Wiege bis zur Bahre. Sie waren über Jahrhunderte die Grundlage des Wirtschaftslebens. Die Zunftordnungen bildeten ein mit der politischen Ordnung verwobenes, regional unterschiedliches System der Marktabschottung, gepaart mit einem damals fehlenden Sozialsicherungssystem des Handwerks. Eine wirtschaftlich erfolgreiche Ausübung handwerklicher Tätigkeit war in den Städten ohne Zunftzugehörigkeit praktisch nicht möglich. Auswirkungen dieser Zeit finden sich heute in vielen speziellen Aspekten der Deutschen Kultur (Meister, Innung, Walz, Freimaurerei) und Alltagssprache: zünftig, Standesdenken.

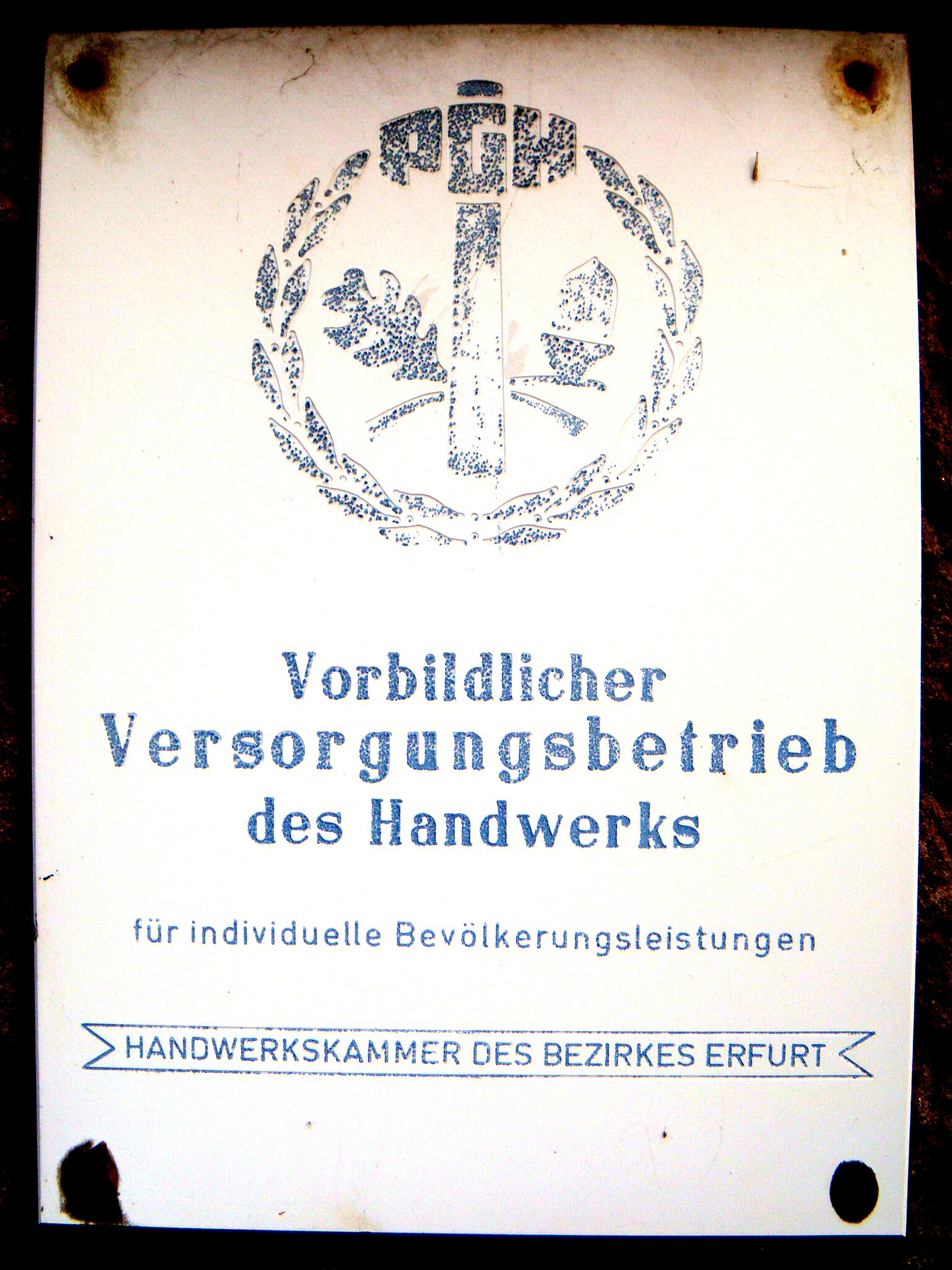
Ehrentafel an einer ausgezeichneten PGH von Buttstädt

Mit den im 19. Jahrhundert einsetzenden gesellschaftlichen, wirtschaftlichen und technischen Veränderungen breitete sich schrittweise die Gewerbefreiheit aus. In der Zeit des Nationalsozialismus wurde wieder das Standesdenken durch Arisierung und die Einführung des Großen Befähigungsnachweises (Meisterbriefs) gestärkt. Die Handwerkskammern, deren Selbstverwaltung sofort nach der Machtergreifung beseitigt wurde, wurden ab 1942 gemeinsam mit den Industrie- und Handelskammern zu Gauwirtschaftskammern zusammengefasst, innerhalb derer sie aufgrund der kriegswichtigeren Bedeutung der Industrie keine bedeutende Rolle spielten. Dieser Handwerksabteilung innerhalb der Gauwirtschaftskammer stand der Gauhandwerksmeister vor, der zugleich Vizepräsident der Gauwirtschaftskammer war.
Nach dem Zweiten Weltkrieg wurden die Gauwirtschaftskammern aufgelöst. In den Westsektoren wurden die bisherigen Handwerkskammern wiedererrichtet.
In der SBZ entstanden gemäß SMAD-Befehls Nr. 161 vom 27. Mai 1946 Landeshandwerkskammern auf Ebene der Länder. Diese hatten Nebenstellen auf Kreisebene. In den Kammern gingen die Bezirksstellen der früheren Reichsinnungsverbände, die Kreishandwerkerschaften und die Innungen auf. Im August 1950 wurde von der Volkskammer der Deutschen Demokratischen Republik das Gesetz zur Förderung des Handwerks beschlossen, das nun Rechtsgrundlage der Landeshandwerkskammern der Länder war. Nach der Abschaffung der Länder in der DDR 1952 entstanden auf Grund der Verordnung vom 20. August 1953 am 30. September 1953 Handwerkskammern auf Ebene der Bezirke. Diese Kammern stellten aber genauso wenig wie die Handwerkskammern in der Zeit des Nationalsozialismus Organe der Selbstverwaltung der Wirtschaft dar. Sie waren dem Rat des Bezirkes untergeordnet und dienten als juristische Berater und politischen Förderer sowohl des privaten Handwerks als auch der Handwerksmeister, die sich in einer „Produktionsgenossenschaft des Handwerks“ (PGH) zusammengeschlossen hatten. Insbesondere hatten sie keine Aufgaben in der Berufsausbildung mehr. Nach der Wende wurden Handwerkskammern nach westlichem Vorbild geschaffen.

## Juristische Form
Die Handwerkskammer ist eine Körperschaft öffentlichen Rechts, die vom zuständigen Wirtschaftsministerium des Landes errichtet wird. Dieses führt auch die Staatsaufsicht über die Handwerkskammer.
Organe der Handwerkskammer sind die gewählte „Vollversammlung“, die Ausschüsse, der Vorstand und der Präsident; Vorstand und Präsident werden aus der Mitte der Vollversammlung heraus gewählt. Die Vollversammlung besteht zu einem Drittel aus Gesellen und Arbeitnehmern mit abgeschlossener Berufsausbildung, die zu einem Drittel die Mitglieder des Vorstands stellen. Dem Präsidenten stehen je ein Vizepräsident der Arbeitgeber- und der Arbeitnehmerseite aus der Mitte des Vorstands als Vertreter zur Seite. Die Satzung der Handwerkskammer wird durch die Vollversammlung erlassen oder geändert und durch das jeweilige Wirtschaftsministerium genehmigt. Der Präsident und der Hauptgeschäftsführer vertreten die Kammer gerichtlich und außergerichtlich in der Öffentlichkeit.

## Aufgaben
Die Handwerkskammern haben nach der Handwerksordnung (HwO) die folgenden Aufgaben:
- die Interessen des Handwerks zu fördern und für einen gerechten Ausgleich der Interessen der einzelnen Handwerke und ihrer Organisationen zu sorgen,
- die Behörden in der Förderung des Handwerks durch Anregungen, Vorschläge und durch Erstellung von Gutachten zu unterstützen,
- regelmäßig Berichte über die Verhältnisse des Handwerks zu erstatten,
- die Handwerksrolle zu führen,
- die Berufsausbildung zu regeln, dazu gehört:
  - eine Lehrlingsrolle zu führen,
  - Prüfungsvorschriften zu erlassen und Prüfungsausschüsse hierfür zu errichten,
  - Gesellenprüfungsordnungen für die einzelnen Handwerke zu erlassen,
  - Meisterprüfungsordnungen für die einzelnen Handwerke zu erlassen und die Geschäfte des Meisterprüfungsausschusses zu führen.
- die technische und betriebswirtschaftliche Fortbildung der Meister und Gesellen zur Erhaltung und Steigerung der Leistungsfähigkeit des Handwerks in Zusammenarbeit mit den Innungsverbänden zu fördern, die erforderlichen Einrichtungen hierfür zu schaffen oder zu unterstützen und zu diesem Zweck eine Gewerbeförderungsstelle zu unterhalten,
- Sachverständige[3][4] zur Erstattung von Gutachten über Waren, Leistungen und Preise von Handwerkern zu bestellen und zu vereidigen,
- die wirtschaftlichen Interessen des Handwerks und die ihnen dienenden Einrichtungen, insbesondere das Genossenschaftswesen zu fördern,
- Schlichtungsstellen einzurichten.

Ferner unterstützen die Handwerkskammern ihre Mitglieder sowohl durch eine Rechtsberatung als auch unternehmensberatend.

## Kritik an der Pflichtmitgliedschaft
Eine ganze Reihe von Unternehmern lehnt die Pflichtmitgliedschaft ab. Als deren Sprachrohr sieht sich der Bundesverband für freie Kammern e. V. Der Verband definiert sich über die Ablehnung der öffentlich-rechtlichen Kammerstrukturen und greift das Unbehagen auf, unfreiwillig einer Kammer angehören zu müssen. Seine Repräsentanten kritisieren Aufgabenüberschreitungen der Kammern sowie die Verschwendung von Mitgliedsbeiträgen u. a. in Pensionen und überdimensionierten Gebäuden. Die Kritik wendet sich ferner gegen die Ergebnisse der Meinungsbildung in den Kammern.
In den Handwerkskammern ist zunehmend ein Mangel an gesellschaftlichem Engagement zu registrieren. Bei Wahlbeteiligungen von regelmäßig deutlich unter 20 % werden die Wahlen zur Vollversammlung in vielen Handwerkskammerbezirken als „Friedenswahlen“ durchgeführt. Dabei werden Kandidaten aufgestellt, die ohne tatsächliche Wahl als gewählt gelten, weil ihre Zahl ebenso groß oder sogar geringer ist als die Zahl der zu vergebenen Mandate.
Wieweit die Stützung und Förderung der Mitgliedsbetriebe für den einzelnen Betrieb positiv spürbar ist, wird immer wieder in Frage gestellt. Dies liegt auch daran, dass zahlreiche Betriebe kein Interesse daran haben oder zeigen, die für sie im Mitgliedsbeitrag der Kammern enthaltenen Angebote in Anspruch zu nehmen.
Eingeschränkte Marktwirtschaft
Aus der Verschärfung der Reichshandwerksordnung in der Zeit des Nationalsozialismus wird gefolgert, es handele sich um einen Ausdruck typisch staatsdeutschen Regulierungswillens als Ausdruck mangelnden Vertrauens in die selbstregulierenden Kräfte der Arbeits- und Marktsysteme.
Gegen diese Auffassung mag zum Beispiel sprechen, dass eine Vielzahl von Berufen (z. B. Ärzte, Apotheker, Rechtsanwälte etc.) in Kammern organisiert sind. Wieweit dies allerdings dem Schutz von Interessensgruppen entspringt, bedarf dringend einer Überprüfung. Die Kammern sind ursprünglich Ausdruck des Willens dieser Berufsgruppen, sich selbst organisieren zu wollen. Würden die Kammern abgeschafft werden, so würden die ordnungspolitischen Aufgaben der Kammern, wie etwa die Begleitung der Ausbildung, unmittelbar vom Staat durchgeführt werden.
Das Handwerk (insbesondere auch die Arbeitnehmer, die zu einem Drittel in den Gremien der Kammern sitzen) hätte damit eine wichtige Einflussmöglichkeit verloren. Allerdings lässt sich nicht verleugnen, dass bei einer Beibehaltung der bisherigen Regelungen mit Benachteiligungen des deutschen Handwerks bei den Harmonisierungsbestrebungen innerhalb der europäischen Union zu rechnen ist.
Auch werden immer wieder Stimmen laut, die einen Rückzug des Staates auf eine einschreitende Kraft zum Schutz vor Missbrauch, sozialer Benachteiligung, Gefährdung von Leben und Gesundheit etc. fordern. In diesem Zusammenhang wird häufig eine Abschaffung des Meisterbriefes gefordert. So wurde zu Beginn des Jahres 2004 die Zahl der Berufe, in denen der Meisterbrief Voraussetzung für die Selbständigkeit ist, auf 41 reduziert. Hintergrund hierfür war neben dem Wunsch nach Deregulierung insbesondere auch die Einführung der so genannten Ich-AG, die durch die Abschaffung des Meisterbriefes als Voraussetzung der Selbstständigkeit mehr Betätigungsfelder erhielt.
Befürworter der Meisterqualifikation wenden ein, dass diese nicht nur den Wissensstand in den jeweiligen Berufen sichern soll (Obwohl es keine Verpflichtung zur Weiterbildung gibt). Zugleich soll sie die Betroffenen auf die Selbständigkeit vorbereiten, die mit erheblichen Risiken bis hin zur persönlichen Insolvenz verbunden ist. Letztlich soll sie auch den Kunden schützen, der aufgrund fehlender Fachkenntnis in vielen Handwerksbereichen nur eingeschränkt beurteilen kann, ob die geleisteten Arbeiten dem jeweiligen Standard entsprechen. Die Stichhaltigkeit dieser Einwände ist – nicht zuletzt wegen immer wiederkehrender Fehlleistungen des Bauhandwerks – umstritten. Dennoch darf nicht verkannt werden, dass durch die Meisterqualifikation, die ja eine entsprechende Gesellenausbildung voraussetzt, Wissen vermittelt wird, das in anderen Staaten bereits verloren gegangen ist. In diesem Zusammenhang sei nur beispielhaft das Bäckerhandwerk und das Fleischerhandwerk genannt. Im Jahr 2019 wurde die Zahl der Gewerke, für deren selbstständige Ausübung die erfolgreich absolvierte Meisterprüfung Voraussetzung ist, wieder erhöht, von 41 auf nunmehr 53 Berufe.

## Liste der Handwerkskammern in Deutschland
Die folgende Liste nennt alle 53 Handwerkskammern mit ihrem offiziellen Namen, sortiert nach Bundesländern.
Auf den Namen folgt gegebenenfalls die Stadt, in der die Kammer ihren Sitz hat und anschließend der Umfang des Kammerbezirks, beispielsweise Regierungsbezirke oder Landkreise und kreisfreie Städte.
| Bundesland             | Name                                                  | (Haupt-)Sitz                    | Bezirk |
| ---------------------- | ----------------------------------------------------- | ------------------------------- | --- |
| Baden-Württemberg      | Handwerkskammer Freiburg                              | Freiburg im Breisgau            | Freiburg im Breisgau sowie die Landkreise Breisgau-Hochschwarzwald, Emmendingen, Lörrach und Ortenaukreis |
| Baden-Württemberg      | Handwerkskammer Heilbronn-Franken                     | Heilbronn                       | Heilbronn sowie die Landkreise Heilbronn, Hohenlohekreis, Main-Tauber-Kreis und Schwäbisch Hall |
| Baden-Württemberg      | Handwerkskammer Karlsruhe                             | Karlsruhe                       | Baden-Baden, Karlsruhe und Pforzheim sowie die Landkreise Calw, Enzkreis, Karlsruhe und Rastatt |
| Baden-Württemberg      | Handwerkskammer Konstanz                              | Konstanz                        | Landkreise Konstanz, Rottweil, Schwarzwald-Baar-Kreis, Tuttlingen und Waldshut |
| Baden-Württemberg      | Handwerkskammer Mannheim-Rhein-Neckar-Odenwald        | Mannheim                        | Heidelberg und Mannheim sowie Neckar-Odenwald-Kreis und Rhein-Neckar-Kreis |
| Baden-Württemberg      | Handwerkskammer Ulm                                   | Ulm                             | Ulm sowie die Landkreise Alb-Donau-Kreis, Biberach, Bodenseekreis, Heidenheim, Ostalbkreis und Ravensburg |
| Baden-Württemberg      | Handwerkskammer Region Stuttgart                      | Stuttgart                       | Region Stuttgart, bestehend aus dem Stadtkreis Stuttgart sowie den Landkreisen Ludwigsburg, Böblingen, Esslingen, Rems-Murr und Göppingen |
| Baden-Württemberg      | Handwerkskammer Reutlingen                            | Reutlingen                      | Landkreise Freudenstadt, Reutlingen, Sigmaringen, Tübingen und Zollernalbkreis |
| Bayern                 | Handwerkskammer für Schwaben                          | Augsburg                        | Regierungsbezirk Schwaben |
| Bayern                 | Handwerkskammer für Oberfranken                       | Bayreuth                        | Regierungsbezirk Oberfranken |
| Bayern                 | Handwerkskammer für München und Oberbayern            | München                         | Regierungsbezirk Oberbayern |
| Bayern                 | Handwerkskammer für Mittelfranken                     | Nürnberg                        | Regierungsbezirk Mittelfranken |
| Bayern                 | Handwerkskammer Niederbayern-Oberpfalz                | Passau und Regensburg           | Regierungsbezirke Niederbayern und Oberpfalz |
| Bayern                 | Handwerkskammer für Unterfranken                      | Würzburg                        | Regierungsbezirk Unterfranken |
| Berlin                 | Handwerkskammer Berlin                                | Berlin                          | Land Berlin |
| Brandenburg            | Handwerkskammer Cottbus                               | Cottbus                         | Cottbus sowie die Landkreise Dahme-Spreewald, Elbe-Elster, Oberspreewald-Lausitz und Spree-Neiße |
| Brandenburg            | Handwerkskammer Frankfurt (Oder)                      | Frankfurt (Oder)                | Frankfurt (Oder) sowie die Landkreise Barnim, Märkisch-Oderland, Oder-Spree und Uckermark |
| Brandenburg            | Handwerkskammer Potsdam                               | Potsdam                         | Brandenburg an der Havel und Potsdam sowie die Landkreise Havelland, Oberhavel, Ostprignitz-Ruppin, Potsdam-Mittelmark, Prignitz und Teltow-Fläming |
| Bremen                 | Handwerkskammer Bremen                                | Bremen                          | Land Bremen |
| Hamburg                | Handwerkskammer Hamburg                               | Hamburg                         | Land Hamburg |
| Hessen                 | Handwerkskammer Kassel                                | Kassel                          | Regierungsbezirk Kassel sowie der Landkreis Marburg-Biedenkopf |
| Hessen                 | Handwerkskammer Wiesbaden                             | Wiesbaden                       | Wiesbaden sowie die Landkreise Gießen, Lahn-Dill-Kreis, Landkreis Limburg-Weilburg, Main-Kinzig-Kreis, Rheingau-Taunus-Kreis, Vogelsbergkreis und Wetteraukreis                                                                                             |
| Hessen                 | Handwerkskammer Frankfurt-Rhein-Main                  | Darmstadt und Frankfurt am Main | Darmstadt, Frankfurt am Main und Offenbach am Main sowie die Landkreise Bergstraße, Darmstadt-Dieburg, Groß-Gerau, Hochtaunuskreis, Main-Taunus-Kreis, Offenbach und Odenwaldkreis                                                                          |
| Mecklenburg-Vorpommern | Handwerkskammer Ostmecklenburg-Vorpommern             | Neubrandenburg und Rostock      | Rostock, die Landkreise Mecklenburgische Seenplatte, Vorpommern-Greifswald und Vorpommern-Rügen sowie den Altkreis Bad Doberan (jetzt Teil des Landkreises Rostock)                                                                                         |
| Mecklenburg-Vorpommern | Handwerkskammer Schwerin                              | Schwerin                        | Schwerin, die Landkreise Ludwigslust-Parchim und Nordwestmecklenburg sowie den Altkreis Güstrow (jetzt Teil des Landkreises Rostock) |
| Niedersachsen          | Handwerkskammer Braunschweig-Lüneburg-Stade           | Braunschweig und Lüneburg       | Braunschweig, Salzgitter und Wolfsburg sowie die Landkreise Celle, Cuxhaven, Gifhorn, Harburg, Heidekreis, Lüchow-Dannenberg, Lüneburg, Osterholz, Rotenburg (Wümme), Stade, Uelzen und Verden, Helmstedt, Goslar, Peine und Wolfenbüttel                   |
| Niedersachsen          | Handwerkskammer Hannover                              | Hannover                        | Region Hannover sowie die Landkreise Diepholz, Hameln-Pyrmont, Nienburg/Weser und Schaumburg |
| Niedersachsen          | Handwerkskammer Hildesheim-Südniedersachsen           | Hildesheim                      | Landkreise Hildesheim, Göttingen, Northeim und Holzminden |
| Niedersachsen          | Handwerkskammer Oldenburg                             | Oldenburg                       | Delmenhorst, Oldenburg und Wilhelmshaven sowie die Landkreise Ammerland, Cloppenburg, Friesland, Oldenburg, Vechta und Wesermarsch |
| Niedersachsen          | Handwerkskammer Osnabrück-Emsland-Grafschaft Bentheim | Osnabrück                       | Osnabrück sowie die Landkreise Emsland, Grafschaft Bentheim und Osnabrück |
| Niedersachsen          | Handwerkskammer für Ostfriesland                      | Aurich                          | Emden sowie die Landkreise Aurich, Leer und Wittmund |
| Nordrhein-Westfalen    | Handwerkskammer Aachen                                | Aachen                          | Städteregion Aachen sowie die Kreise Düren, Euskirchen und Heinsberg |
| Nordrhein-Westfalen    | Handwerkskammer Ostwestfalen-Lippe zu Bielefeld       | Bielefeld                       | Bielefeld sowie Kreise Gütersloh, Herford, Höxter, Lippe, Minden-Lübbecke und Paderborn |
| Nordrhein-Westfalen    | Handwerkskammer Dortmund                              | Dortmund                        | Bochum, Dortmund, Hagen, Hamm und Herne sowie Ennepe-Ruhr-Kreis, Kreis Soest und Kreis Unna |
| Nordrhein-Westfalen    | Handwerkskammer Düsseldorf                            | Düsseldorf                      | Düsseldorf, Duisburg, Essen, Krefeld, Mönchengladbach, Mülheim an der Ruhr, Oberhausen, Remscheid, Solingen und Wuppertal sowie die Kreise Kleve, Mettmann, Rhein-Kreis Neuss, Viersen und Wesel                                                            |
| Nordrhein-Westfalen    | Handwerkskammer zu Köln                               | Köln                            | Bonn, Köln und Leverkusen sowie Rhein-Sieg-Kreis, Oberbergischer Kreis, Rhein-Erft-Kreis und Rheinisch-Bergischer Kreis |
| Nordrhein-Westfalen    | Handwerkskammer Münster                               | Münster                         | Regierungsbezirk Münster |
| Nordrhein-Westfalen    | Handwerkskammer Südwestfalen                          | Arnsberg                        | Hochsauerlandkreis, Märkischer Kreis, Kreis Olpe, Kreis Siegen-Wittgenstein |
| Rheinland-Pfalz        | Handwerkskammer der Pfalz                             | Kaiserslautern                  | Frankenthal (Pfalz), Kaiserslautern, Landau in der Pfalz, Ludwigshafen am Rhein, Neustadt an der Weinstraße, Zweibrücken sowie die Landkreise Donnersbergkreis, Germersheim, Kaiserslautern, Kusel, Rhein-Pfalz-Kreis, Südliche Weinstraße und Südwestpfalz |
| Rheinland-Pfalz        | Handwerkskammer Koblenz                               | Koblenz                         | Koblenz sowie die Landkreise Ahrweiler, Altenkirchen, Bad Kreuznach, Birkenfeld, Cochem-Zell, Mayen-Koblenz, Neuwied, Rhein-Hunsrück-Kreis, Rhein-Lahn-Kreis und Westerwaldkreis                                                                            |
| Rheinland-Pfalz        | Handwerkskammer Rheinhessen                           | Mainz                           | Mainz und Worms sowie Landkreis Alzey-Worms und Landkreis Mainz-Bingen |
| Rheinland-Pfalz        | Handwerkskammer Trier                                 | Trier                           | Trier sowie die Landkreise Bernkastel-Wittlich, Bitburg-Prüm, Vulkaneifel und Trier-Saarburg |
| Saarland               | Handwerkskammer des Saarlandes                        | Saarbrücken                     | Saarland |
| Sachsen                | Handwerkskammer Chemnitz                              | Chemnitz                        | Ehemaliger Direktionsbezirk Chemnitz |
| Sachsen                | Handwerkskammer Dresden                               | Dresden                         | Ehemaliger Direktionsbezirk Dresden |
| Sachsen                | Handwerkskammer zu Leipzig                            | Leipzig                         | Ehemaliger Direktionsbezirk Leipzig |
| Sachsen-Anhalt         | Handwerkskammer Halle (Saale)                         | Halle (Saale)                   | Ehemalige Regierungsbezirke Dessau und Halle (Saale) |
| Sachsen-Anhalt         | Handwerkskammer Magdeburg                             | Magdeburg                       | Ehemaliger Regierungsbezirk Magdeburg |
| Schleswig-Holstein     | Handwerkskammer Flensburg                             | Flensburg                       | Flensburg sowie die Kreise Dithmarschen, Nordfriesland, Rendsburg-Eckernförde und Schleswig-Flensburg |
| Schleswig-Holstein     | Handwerkskammer Lübeck                                | Lübeck                          | Kiel, Lübeck und Neumünster sowie die Kreise Herzogtum Lauenburg, Ostholstein, Pinneberg, Plön, Segeberg, Steinburg und Stormarn |
| Thüringen              | Handwerkskammer Erfurt                                | Erfurt                          | Erfurt und Weimar sowie die Landkreise Eichsfeld, Gotha, Ilm-Kreis, Kyffhäuserkreis, Nordhausen, Sömmerda, Unstrut-Hainich-Kreis und Weimarer Land |
| Thüringen              | Handwerkskammer für Ostthüringen                      | Gera                            | Gera und Jena sowie die Landkreise Altenburger Land, Greiz, Saale-Holzland-Kreis, Saale-Orla-Kreis und Saalfeld-Rudolstadt |
| Thüringen              | Handwerkskammer Südthüringen                          | Suhl                            | Suhl sowie die Landkreise Hildburghausen, Schmalkalden-Meiningen, Sonneberg und Wartburgkreis |

## Ehemalige Handwerkskammern in Deutschland
| Name                                     | (Haupt-)Sitz         | Auflösungsjahr | Aufgegangen in |
| ---------------------------------------- | -------------------- | -------------- | --- |
| Handwerkskammer Bromberg                 | Bromberg             | 1918           | Nach der Abtrennung vom Deutschen Reich wurde die Kammer als polnische Handwerkskammer weiterbetrieben und trägt heute den Namen Kujawsko-Pomorska Izba Rzemiosła i Przedsiębiorczości. Für die bei Deutschland verbliebenen Teile des Kammergebietes (Teil der Provinz Grenzmark Posen-Westpreußen) wurde die neue Handwerkskammer Schneidemühl geschaffen. |
| Handwerkskammer Graudenz                 | Graudenz             | 1918           | Nach der Abtrennung vom Deutschen Reich wurde die Kammer als polnische Handwerkskammer weiterbetrieben und trägt heute den Namen Cech Rzemiosł Różnych i Przedsiębiorczości. Für die bei Deutschland verbliebenen Teile des Kammergebietes (Teil der Provinz Grenzmark Posen-Westpreußen) wurde die neue Handwerkskammer Schneidemühl geschaffen.            |
| Handwerkskammer Posen                    | Posen                | 1918           | Nach der Abtrennung vom Deutschen Reich wurde die Kammer als polnische Handwerkskammer weiterbetrieben und trägt heute den Namen Wielkopolska Izba Rzemieślnicza. Für die bei Deutschland verbliebenen Teile des Kammergebietes (Teil der Provinz Grenzmark Posen-Westpreußen) wurde die neue Handwerkskammer Schneidemühl geschaffen.                       |
| Handwerkskammer Gumbinnen                | Gumbinnen            | 1921           | Nach der Abtrennung eines Teils des Kammergebietes nach dem Krieg ging die Handwerkskammer Gumbinnen in die Handwerkskammer für das östliche Preußen mit Sitz in Königsberg auf |
| Handwerkskammer Königsberg               | Königsberg (Preußen) | 1921           | Nach der Abtrennung eines Teils des Kammergebietes nach dem Krieg ging die Handwerkskammer Königsberg in die Handwerkskammer für das östliche Preußen mit Sitz in Königsberg auf |
| Handwerkskammer für Elsaß-Lothringen     | Straßburg            | 1923           | Nach der Abtrennung vom Deutschen Reich wurde die Kammer als französische Handwerkskammer und wurde 1923 geteilt in die Chambre de métiers d'Alsace und die Chambre de métiers de la Moselle |
| Handwerkskammer Altona                   | Altona               | 1937           | Handwerkskammer Hamburg |
| Handwerkskammer Harburg                  | Harburg              | 1939           | Handwerkskammer Lüneburg bzw. Handwerkskammer Lüneburg-Stade |
| Handwerkskammer Sigmaringen              | Sigmaringen          | 1943           | Gauwirtschaftskammer Württemberg-Hohenzollern; Das Kammergebiet gehört heute zur Handwerkskammer Reutlingen |
| Handwerkskammer Liegnitz                 | Liegnitz             | 1945           | Nach der Abtrennung vom Deutschen Reich wurde die Kammer als polnische Handwerkskammer weiterbetrieben und trägt heute den Namen Dolnośląska Izba Rzemieślnicza. |
| Handwerkskammer Oppeln                   | Oppeln               | 1945           | Nach der Abtrennung vom Deutschen Reich wurde die Kammer als polnische Handwerkskammer weiterbetrieben und trägt heute den Namen Izba Rzemieślnicza w Opolu. |
| Handwerkskammer für das östliche Preußen | Königsberg (Preußen) | 1945           | ./. |
| Handwerkskammer Breslau                  | Breslau              | 1945           | Nach der Abtrennung vom Deutschen Reich wurde die Kammer als polnische Handwerkskammer weiterbetrieben und trägt heute den Namen Dolnośląska Izba Rzemieślnicza. |
| Handwerkskammer Danzig                   | Danzig               | 1945           | Nach der Abtrennung vom Deutschen Reich 1918 wurde die Kammer als Handwerkskammer der Freien Stadt Danzig weiterbetrieben. Nach dem Krieg wurde eine polnische Handwerkskammer geschaffen, die heute den Namen Pomorska Izba Rzemieślnicza trägt |
| Handwerkskammer Schneidemühl             | Schneidemühl         | 1945           | Nach dem Zweiten Weltkrieg geriet der Kammerbezirk unter polnische Verwaltung. Heute besteht die Wielkopolska Izba Rzemieślnicza als Handwerkskammer |
| Handwerkskammer Stettin                  | Stettin              | 1945           | Nach dem Zweiten Weltkrieg geriet der Kammerbezirk unter polnische Verwaltung. Heute besteht die Izba Rzemieślnicza Szczecin als Handwerkskammer |
| Handwerkskammer Halle-Merseburg          | Halle (Saale)        | 1946           | Handwerkskammer der Provinz Sachsen (ab 1947: Landeshandwerkskammer Sachsen-Anhalt) |
| Handwerkskammer Magdeburg                | Magdeburg            | 1946           | Handwerkskammer der Provinz Sachsen (ab 1947: Landeshandwerkskammer Sachsen-Anhalt) |
| Handwerkskammer Dessau                   | Dessau               | 1946           | Handwerkskammer der Provinz Sachsen (ab 1947: Landeshandwerkskammer Sachsen-Anhalt) |
| Landeshandwerkskammer Brandenburg        | Potsdam              | 1953           | Handwerkskammern der Bezirke |
| Landeshandwerkskammer Mecklenburg        | Schwerin             | 1953           | Handwerkskammern der Bezirke |
| Landeshandwerkskammer Thüringen          | Erfurt               | 1953           | Handwerkskammern der Bezirke |
| Landeshandwerkskammer Sachsen            | Dresden              | 1953           | Handwerkskammern der Bezirke |
| Landeshandwerkskammer Sachsen-Anhalt     | Halle (Saale)        | 1953           | Handwerkskammern der Bezirke |
| Handwerkskammer Niederbayern             | Passau               | 1974           | Handwerkskammer Niederbayern-Oberpfalz |
| Handwerkskammer Oberpfalz                | Regensburg           | 1974           | Handwerkskammer Niederbayern-Oberpfalz |
| Handwerkskammer Darmstadt                | Darmstadt            | 1979           | Handwerkskammer Frankfurt-Rhein-Main |
| Handwerkskammer Frankfurt am Main        | Frankfurt am Main    | 1979           | Handwerkskammer Frankfurt-Rhein-Main |
| Handwerkskammer Coburg                   | Coburg               | 2004           | Die 1918 gebildete Kammer fusionierte 2004 mit der Handwerkskammer für Oberfranken |
| Handwerkskammer Braunschweig             | Braunschweig         | 2009           | Handwerkskammer Braunschweig-Lüneburg-Stade |
| Handwerkskammer Lüneburg-Stade           | Lüneburg             | 2009           | Handwerkskammer Braunschweig-Lüneburg-Stade |

## Andere Länder

### Frankreich
In Frankreich bestehen Handwerkskammern unter dem Namen Chambre de métiers et de l'artisanat. Diese Kammern entstanden aufgrund Gesetz vom 26. Juli 1925 unter dem Namen Chambre de métiers. Die Umbenennung in Chambre de métiers et de l'artisanat (Kammer des Handwerks und des Kunsthandwerks) erfolgte per Dekret Nr. 2004-1164 vom 2. November 2004. Sie sind als Établissement public à caractère administratif (EPA), dies sind juristische Person des öffentlichen Rechts mit einer gewissen verwaltungstechnischen und finanziellen Autonomie, organisiert. Dachorganisation ist die Assemblée permanente des chambres de métiers et de l'artisanat (APCMA). Aufsichtsbehörde ist das Handwerksministerium und für die regionalen Kammern der Prefekt des Départements.

### Luxemburg
In Luxemburg besteht die Handwerkskammer Luxemburg (Chambre de métiers) (CDM)

### Polen
In Polen bestehen unter dem Namen Izba Rzemiosła i Przedsiębiorczości Handwerkskammern als juristische Personen, die sich über Mitgliedsbeiträge finanzieren. Die Mitgliedschaft ist freiwillig. Zu den Hauptaufgaben der Kammern zählen die Repräsentation und Interessenvertretung ihrer Mitglieder, Beratungsdienstleistungen sowie Durchführung von Meister- und Facharbeiterprüfungen.